# آرماند رایمبو
آرماند رایمبو (انگلیسی: Armand Raimbault؛ زادهٔ ۲۱ فوریهٔ ۱۹۷۶) بازیکن فوتبال اهل فرانسه است.